# Chalezeule
Chalezeule ist eine französische Gemeinde mit 1326 Einwohnern (Stand: 1. Januar 2022) im Département Doubs in der Region Bourgogne-Franche-Comté. Sie gehört zum Arrondissement Besançon und ist Mitglied im Gemeindeverband Grand Besançon Métropole. Die Bewohner werden Chalezeulois und Chalezeuloises genannt.

## Geographie
Chalezeule liegt auf 250 m, etwa fünf Kilometer nordöstlich der Stadt Besançon (Luftlinie). Das Dorf erstreckt sich im Doubstal auf der rechten Seite des Flusses, am nordwestlichen Rand des Juras, im Bereich der Jura-Randkette (Côte).
Die Fläche des 3,94 km² großen Gemeindegebiets umfasst einen Abschnitt des Doubstals. Der Doubs fließt mit mehreren Windungen durch eine maximal 2 Kilometer breite, flache Talniederung. Südlich des Dorfes tritt er in die Talenge zwischen den Höhen des Mont de Brégille (im Westen) und von Montfaucon (im Osten) ein. Entlang dem Doubs verläuft stets die östliche Gemeindegrenze. Vom Flusslauf erstreckt sich das Gemeindeareal westwärts über die flache Talaue und den angrenzenden Steilhang bis auf die nördlichen Ausläufer des Mont de Brégille. Hier wird mit 400 m die höchste Erhebung von Chalezeule erreicht.
Zu Chalezeule gehört die Siedlung Les Clairs Soleils (350 m) auf der Nordostabdachung des Mont de Brégille am Rand von Besançon. Nachbargemeinden von Chalezeule sind Thise im Norden, Chalèze im Osten, Montfaucon im Süden sowie Besançon im Westen.

## Geschichte

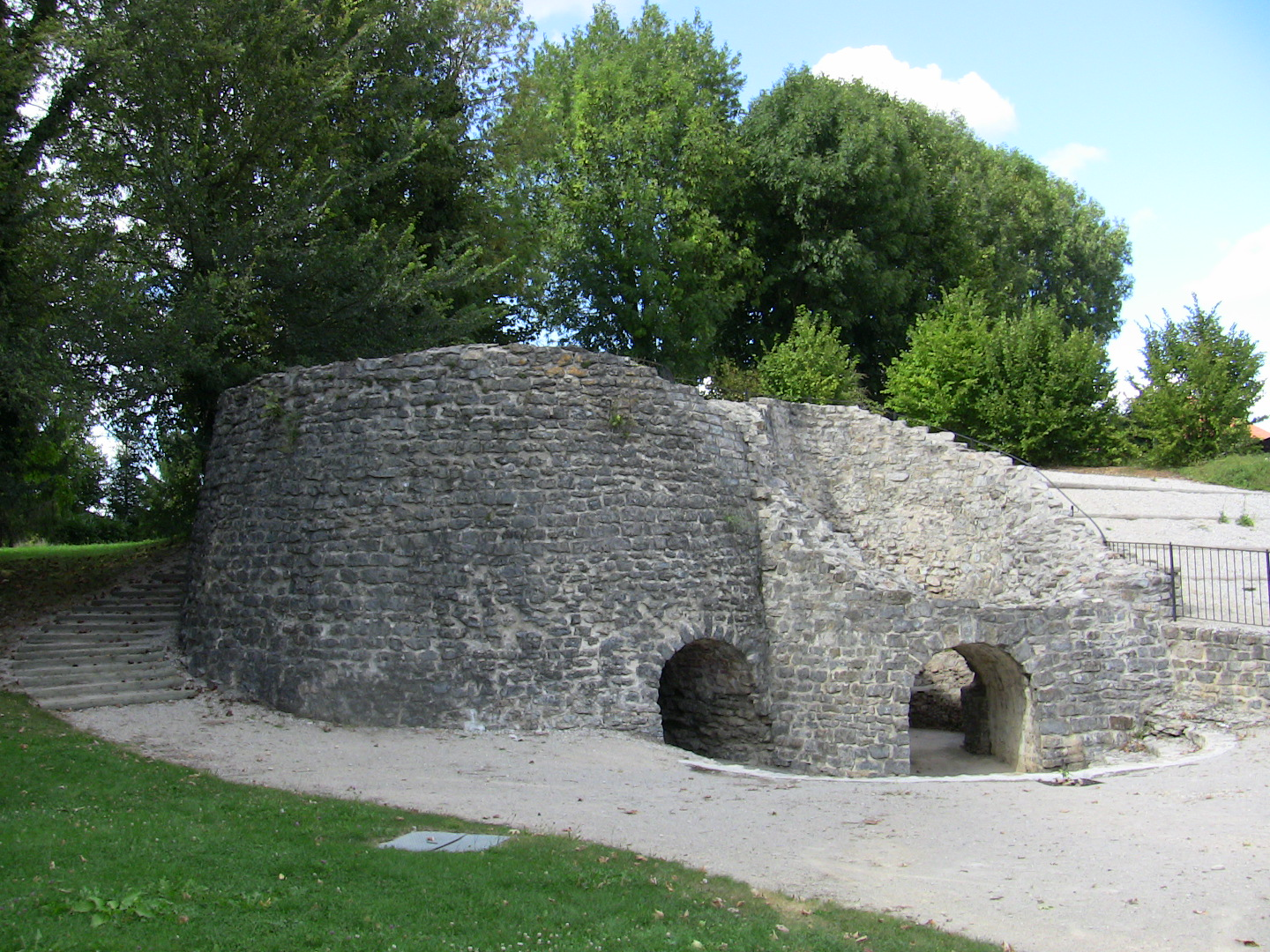
Chalezeule: Historische Kalköfen

Im 12. Jahrhundert wird Chalezeule unter dem Namen Calisiola erwähnt. Während des Mittelalters gehörte das Dorf zum Herrschaftsgebiet von Montfaucon. Zusammen mit der Franche-Comté gelangte es mit dem Frieden von Nimwegen 1678 definitiv an Frankreich.

## Sehenswürdigkeiten
Die Dorfkirche von Chalezeule wurde im 17. Jahrhundert errichtet. Das Château de la Juive ist ein ehemaliger Herrensitz in einem Park und dient heute als Restaurant.

## Bevölkerung
| Jahr                       | 1962 | 1968 | 1975 | 1982 | 1990 | 1999 | 2006 | 2018 |
| Einwohner                  | 529  | 699  | 764  | 812  | 944  | 952  | 1061 | 1302 |
| Quellen: Cassini und INSEE |      |      |      |      |      |      |      |      |

Mit 1326 Einwohnern (1. Januar 2022) gehört Chalezeule zu den kleineren Gemeinden des Départements Doubs. Im Verlauf des 20. Jahrhunderts erfuhr das Dorf dank seiner Nähe zu Besançon ein kontinuierliches Bevölkerungswachstum. Seit Beginn der 1960er Jahre hat sich die Einwohnerzahl verdoppelt.

## Wirtschaft und Infrastruktur
Chalezeule war bis ins 20. Jahrhundert hinein ein vorwiegend durch die Landwirtschaft (Ackerbau, Obstbau und Viehzucht) geprägtes Dorf. Im 19. Jahrhundert gab es eine Ziegelei. Seit den 1950er Jahren hat sich nordwestlich des Dorfes an der Hauptstraße am Stadtrand von Besançon eine Gewerbe- und Industriezone entwickelt, die sich mit ihren ungefähr 100 Hektar auf die Gemeindegebiete von Chalezeule, Besançon und Thise aufteilt. Auf dem Boden von Chalezeule haben sich zahlreiche Betriebe der Branchen Elektronik, Kartonage, Automobilindustrie, Werbung und Transportgewerbe niedergelassen. Daneben gibt es ein großes Einkaufszentrum und verschiedene Betriebe des Einzelhandels. Chalezeule weist deshalb mehr Arbeitsplätze als Einwohner auf; dennoch arbeiten viele Erwerbstätige auswärts in Besançon und Umgebung.
Die Ortschaft ist verkehrstechnisch gut erschlossen. Sie liegt nahe der Hauptstraße N83, die von Besançon nach Montbéliard führt. Der nächste Anschluss an die Autobahn A36 befindet sich in einer Entfernung von ungefähr zehn Kilometern. Eine weitere Straßenverbindung besteht mit Thise.